# Society for Sedimentary Geology
La Society for Sedimentary Geology è un'organizzazione professionale internazionale che ha sede a Tulsa, Oklahoma. Comunemente definita con l'acronimo SEPM in quanto è nata dalla Society of Economic Paleontologists and Mineralogists.
L'associazione ha come missione primaria lo sviluppo delle Scienze legate alla Sedimentologia, alla Stratigrafia, alla Paleontologia, alle Scienze Ambientali, all'Idrogeologia ed alle relative specialità. I membri beneficiano della possibilità di discutere e scambiare informazioni pertinenti alle loro specializzazioni Geologiche. L'informazione viene distribuita attraverso le più importanti Riviste Scientifiche, come Journal of Sedimentary Research (JSR), and PALAIOS, e attraverso Conferenza Tecniche, e brevi Seminari. Viene pubblicato inoltre, un mensile dal nome The Sedimentary record.